# Институт Святого Людовика

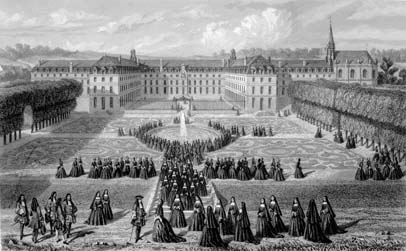
Вид пансионата в конце XVII века

Королевский дом Святого Людовика (Maison royale de Saint-Louis) — первая светская женская школа Европы, послужившая образцом для многих подобных заведений в странах Европы, включая Смольный институт в Санкт-Петербурге. Находилась в посёлке Сен-Сир, который по имени школы (фр. l'école) был переименован в Saint-Cyr-l'École.
Инициатором создания приюта и его первым руководителем была мадам де Ментенон, вторая жена короля Людовика XIV. По её настоянию король в 1684 году распорядился организовать учреждение для воспитания 250 благородных девиц — сирот либо дочерей обедневших дворян, которые ввиду сложного материального положения были не в состоянии дать дочерям достойного образования. В селе Сен-Сир по соседству с Версалем король поручил своему архитектору Ардуэн-Мансару возвести учебный корпус. Строительные работы шли быстро и заняли всего 15 месяцев.

Воспитанницы были распределены на четыре класса, которые по цвету носимых лент именовались «красным» (7—10 лет), «зелёным» (11—14 лет), «жёлтым» (15—16 лет) и «голубым» (17—20 лет). Девушки старшего возраста, носившие чёрные ленты, помогали 36 дамам-воспитательницам, а иногда и подменяли их. Когда девушка покидала стены Сен-Сира, ей выплачивался из казны единовременный пансион в сумме 3000 ливров. 

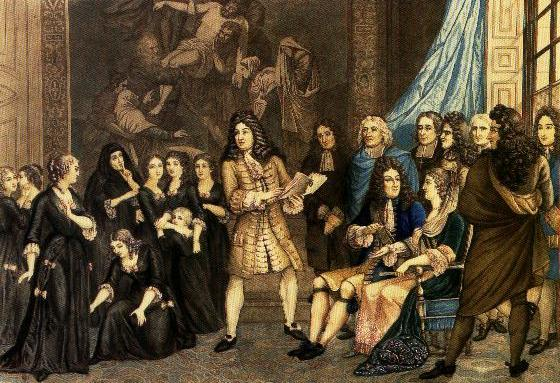
Ученицы Сен-Сира под руководством Расина разучивают текст драмы «Эсфирь»

До создания Сен-Сира женское образование находилось всецело в руках церкви. Мадам де Ментенон настояла на том, чтобы программа обучения в Сен-Сире была шире той, что использовалась в женских монастырях. К примеру, воспитанницам разрешалось принимать участие в театральных постановках. Специально для этой цели Расин написал трагедии «Эсфирь» и «Аталия». Мадам де Ментенон была недовольна популярностью постановок среди придворных и запретила посещать представления кому-либо кроме королевской четы и их гостей. Эта сторона школьной жизни изображена во французском фильме «Дочери короля» (2000), где мадам де Ментенон сыграла Изабель Юппер.
Даже до 1692 г., несмотря на светский характер, учреждение не порывало связей с аббатством Сен-Дени, которое присылало в Сен-Сир клириков для «окормления» девиц. В 1692 году школа Сен-Сир была преобразована в женский монастырь, все дамы-воспитательницы вступили в католический орден августинок. В XVIII веке выпускницы Сен-Сир славились своим ханжеским поведением. 
После смерти короля в 1715 году мадам де Ментенон удалилась в Сен-Сир, где провела последние годы жизни и была похоронена. В 1717 году здесь её посетил царь Пётр I, которого заинтересовал проект учебного учреждения для женщин.
Во время Великой французской революции разделение общества на сословия было упразднено. Вместе с иными учреждениями «старого порядка» была упразднена в 1792 году и Сен-Сирская школа. Здание приюта было перепрофилировано в военный госпиталь. Позднее Наполеон распорядился открыть в Сен-Сире военную академию. Традиции старой Сен-Сирской школы продолжила учреждённая тем же правителем женская школа при ордене Почётного легиона (Maison d'éducation de la Légion d’honneur).